# Discestra intermedia
Discestra intermedia är en fjärilsart som beskrevs av Rudolf Pinker 1980. Discestra intermedia ingår i släktet Discestra och familjen nattflyn. Inga underarter finns listade i Catalogue of Life.